# Cayman Brac

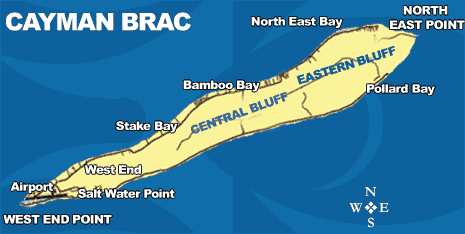

Cayman Brac là một hòn đảo thuộc quần đảo Cayman. Đảo nằm trong vùng biển Caribbe và có cự ly khoảng 145 km (90 dặm Anh) về phía đông bắc của Cayman Lớn và 8 km (5,0 dặm) về phía đông của Cayman Nhỏ.
Đảo dài khoảng 19 km (12 dặm), với chiều rộng trung bình 2 km (1,2 dặm). Địa hình của nó là nổi cao nhất trong ba đảo thuộc quần đảo Cayman do "The Bluff", một dải đá vôi dốc đều dọc theo chiều dài của đảo lên tới độ cao 43 m (141 ft) trên mực nước biển ở phía đông của đảo. Hòn đảo được đặt tên theo đặc điểm nổi bật này, do "Brac" là một từ trong tiếng Gaelic có nghĩa là dốc đứng.